# Państwo nowobabilońskie
Państwo nowobabilońskie, Chaldea – starożytne państwo na Bliskim Wschodzie, pod panowaniem dynastii chaldejskiej, ze stolicą w Babilonie. Istniało w latach 626–539 p.n.e., obejmowało obszar Mezopotamii, Syrii, Palestyny, w większości pokrywającym się z obszarem Żyznego Półksiężyca.

## Nazwa
Chaldeja, Chaldea, akadyjskie Kaldu, nazwa Babilonii lub jej południowej części użyta po raz pierwszy w inskrypcjach króla Asyrii Aszurnasirpala II (IX w. p.n.e.); od czasów panowania dyn. chaldejskiej (626–539) nazwą Chaldeja objęto obszar całej Babilonii (w świecie antycznym Chaldeja i Kaldu oznaczały to samo).

## Historia

### Powstanie państwa
Po wiekach zależności Babilonii od Asyrii i ciągłego napływu plemion chaldejskich wytworzyła się w Babilonie nowa sytuacja polityczna. Śmierć Aszurbanipala i rozprężenie w asyryjskim imperium umożliwiła Chaldejczykowi Nabopolassarowi (626 – 605 p.n.e.) przechwycenie władzy w Babilonie w 626 p.n.e. Zapoczątkował tym samym panowanie dynastii chaldejskiej i odrodzenie polityczne, militarne i gospodarcze Babilonii.

### Umacnianie i rozkwit państwowości
Nabopolassar sprzymierzył się z Medami w r. 614 p.n.e. i w latach 612 p.n.e. (zburzenie Niniwy i Kalchu) i 610 p.n.e. (Zdobycie Harranu) dokonał systematycznego podboju odwiecznego wroga – Asyrii. Dzieło likwidacji resztek sił asyryjskich i sprzymierzonych z nimi Egipcjan powierzone zostało synowi i następcy króla, Nabuchodonozorowi II, który w bitwie pod Karkemisz w 605 p.n.e. pokonał faraona Necho II. Dzięki temu zwycięstwu możliwy stał się podbój Syrii, Fenicji i Judei. Jednak był on utrudniony przez Egipcjan, którzy nieustannie podburzali te kraje do oporu przeciw Babilończykom. W celu przeciwdziałania temu, Nabuchodonozor II wyprawił się do Egiptu, jednak w delcie Nilu nie odniósł większych sukcesów. Powiodło się za to ze sprzymierzeńcami faraona, bowiem Tyr po 13 latach oblężenia skapitulował, a Jerozolima w latach 598 i 587 p.n.e. została zdobyta. Ludność Judei została w tym czasie uprowadzona w niewolę babilońską.

### Wielkie przedsięwzięcia budowlane

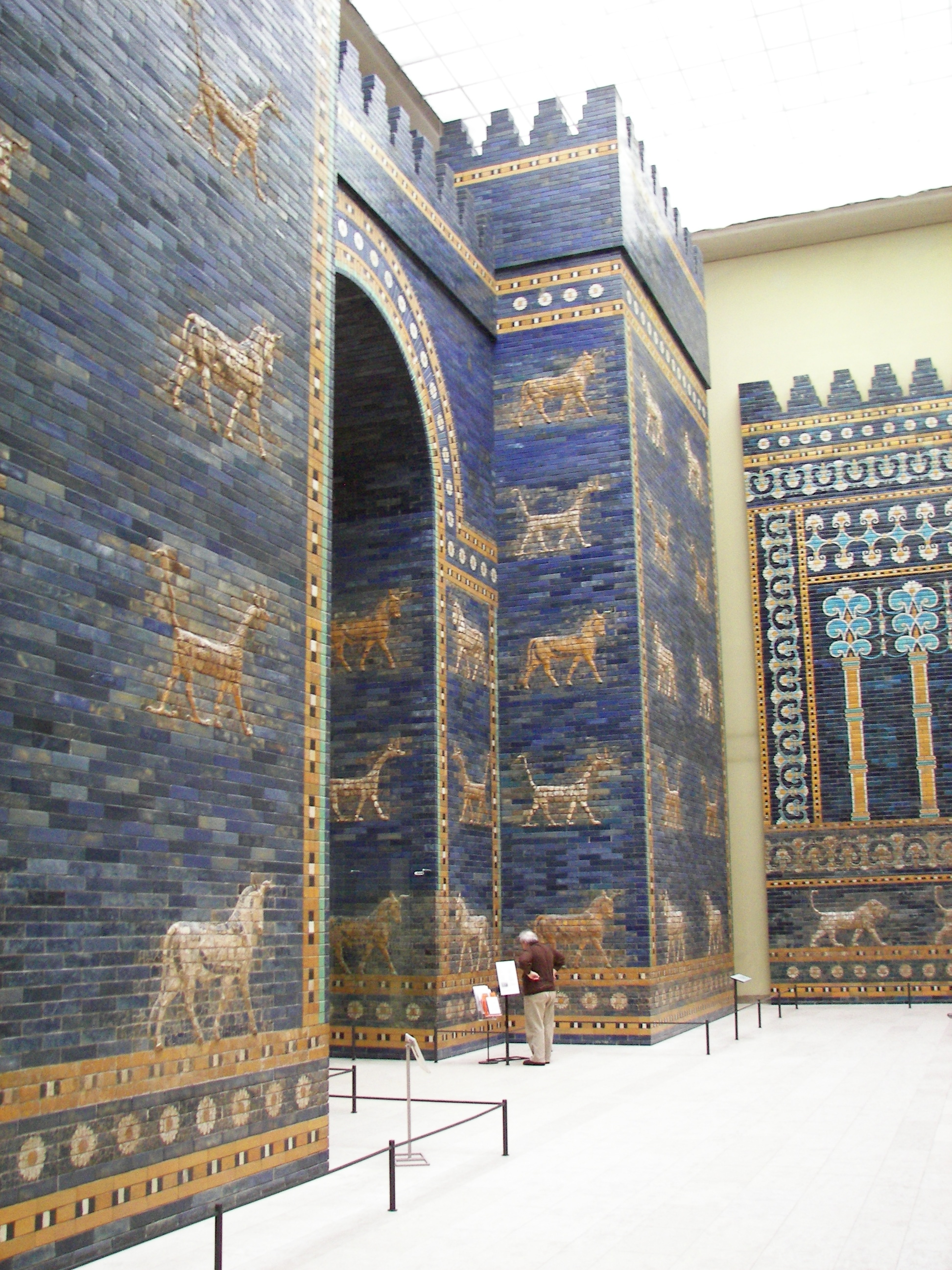
Brama Isztar

Za panowania Nabuchodonozora II (605 – 562 p.n.e.) państwo nowobabilońskie osiągnęło apogeum swojej potęgi militarnej. Władca ten baczną uwagę zwrócił na gospodarkę, a dochody płynące z wojen umożliwiły mu podjęcie szeregu śmiałych i monumentalnych prac budowlanych w stolicy kraju, Babilonie. Miasto zostało otoczone podwójnym pasem murów, odbudowano ziggurat Etemenanki (jak podaje Herodot, wysoki na 90 metrów) i glazurowaną na niebiesko bramę Isztar. Powstały wiszące ogrody. Władca widział zagrożenie płynące ze strony plemion irańskich dlatego wybudował system umocnień między Eufratem a Tygrysem.

### Osłabienie państwa i perski podbój
Następcy Nabuchodonozora byli władcami nieudolnymi i słabymi. Po śmierci Labaszi-Marduka, wnuka Nabuchodonozora, tron objął Nabonid (556–539 p.n.e.), niespokrewniony z dynastią chaldejską. Ten ostatni władca babiloński faworyzował boga księżyca Sina, co spowodowało konflikt z kapłanami Marduka, którzy obawiali się utraty dochodów dla swoich świątyń. Nabonid bowiem dążył do ożywienia szlaków handlowych wiodących na północ do Harranu, a przebywając w oazie Tema w Arabii chciał wyznaczyć nowe tereny ekspansji gospodarczej Babilonii, co nie spotkało się ze zrozumieniem w kręgach kapłaństwa. Tę trudną sytuację wewnętrzną wyzyskał młody władca perski Cyrus II, który w 539 r. p.n.e. uderzył na Babilonię. Pod nieobecność starego króla obroną kraju kierował jego syn Bel-szar-usur (Baltazar), jednak został pobity pod Opis. Sam Babilon został zajęty bez walki, bowiem kapłani Marduka otworzyli bramy przed Persami dowodzonymi przez Gobryasza. W ten sposób zlikwidowane zostało ostatnie semickie państwo starożytnej Mezopotamii.

## Władcy państwa nowobabilońskiego (dynastia chaldejska)
Imiona władców pogrubiono. Przytoczone daty oznaczają okres panowania (nie życia).